# CHSV-FM
CHSV-FM est une station de radio sous licence à Hudson et à Saint-Lazare au Québec. Propriété d' Evanov Communications, la station transmet un format contemporaine douce pour adultes à la fréquence 106,7 MHz sur la bande FM.

## Histoire
Le 20 janvier 2012, Evanov annonce que Dufferin a déposé une demande auprès du Conseil de la radiodiffusion et des télécommunications canadiennes (CRTC) pour établir une nouvelle station Soft AC à Hudson; la nouvelle station émettrait 106,7 MHz à 500 watts à 94 mètres de haut (308') HAAT. Le choix de la fréquence aurait toutefois été en contradiction avec les projets de CKDG-FM de déménager à 106.7, la fréquence précédemment utilisée par un répéteur de Voix autochtones à Montréal,.
Cependant, le 6 février 2012, CKDG informe le CRTC qu'il retire sa demande de changement de fréquence, même si on ne savait pas si la demande d'Evanov pour la nouvelle station avait ou non à voir avec sa décision,.
Le 19 octobre 2012, Evanov reçoit l'approbation de la nouvelle station du CRTC. La nouvelle station recevrait l'indicatif d'appel CHSV-FM en février 2013. Cependant, le début de la radiodiffusion est retardé lorsque Evanov cherche à obtenir l'approbation CRTC des modifications techniques, ce qui permettrait à la station d'émettre à sa place 1 420 watts (maximum ERP 2 650 watts), dans un schéma directionnel d'antenne avec un EHAAT de 94,5 mètres (310'), d'un nouveau site 5,3 km (3¼ miles) au sud-est de l'emplacement d'origine. La modification des paramètres est due au fait que son site d'origine, dans une tour appartenant à Bell Mobility, est devenu inadapté, à la fois techniquement et économiquement.
En outre, la station a reçu des interventions de CJVD-FM à Vaudreuil-Dorion, sur les questions de concurrence; et CKIN-FM 106.3 Montréal, en raison de problèmes potentiels de brouillage de deuxième zone adjacente. La demande a toutefois été approuvée le 18 septembre 2014, et Evanov a bientôt annoncé que la station commencerait à émettre à l'automne 2014,.
Les tests de son signal commencent le 4 novembre 2014. La réception serait généralement limitée à la région d'Hudson et Saint-Lazare, en raison du brouillage dans le même canal à Montréal et dans les régions au sud de WIZN à Vergennes, Vermont, et du brouillage de première proximité dans l'est de l'Ontario et la région de l'Outaouais provenant de CKQB-FM (106,9 ) à Ottawa . Cependant, il s'est avéré être reçu bien plus loin que sa zone de transmission principale, à Saint-Jérôme dans les Laurentides le signal est bien entendu en Stéréo. La station a commencé une programmation régulière le 9 mars 2015, en utilisant la marque « Jewel » utilisée par de nombreuses autres stations Evanov de la chaîne.
Le 3 mai 2021, CHSV a été rebaptisé Lite 106.7; le format est décrit comme une « évolution » de la précédente marque « Jewel », mais avec un accent plus marqué sur la musique des années 1980 afin d'améliorer son attrait auprès des segments démographiques favorisés par les annonceurs.